# Кинжал СА
Кинжал СА, нем. SA-Dienstdolch — личное оружие штурмовиков СА.

## История
Личный кинжал СА был первым кинжалом, официально принятым на вооружение и одобренным партией 15 декабря 1933 года. В основу его дизайна был положен традиционный швейцарский охотничий кинжал XVI века Holbein. Внешний вид кинжала был разработан профессором Паулем Вённе (нем. Paul Woenne) из немецкого города Золинген, по личному поручению Адольфа Гитлера. На клинке была выгравирована надпись «Alles für Deutschland» («Все для Германии»).
Первоначально ножны были оксидированными, а весь металлический прибор рукояти и ножен изготавливался из мельхиора. В более поздних вариантах ножны покрывались краской, а детали прибора делались из более дешёвого никелированного сплава. В конце 1934 года кинжалы СА стали проходить контроль качества RZM (Reichzeugmeisterei), что подтверждалось соответствующим клеймом. В функции RZM входило не только обеспечение партийных организаций соответствующим снаряжением, но и контроль за стандартизацией и качеством поставляемой продукции.
Рукоятка кинжала СА имела коричневый цвет, а ножны — тёмно-коричневый. В НСКК существовал полностью идентичный по дизайну кинжал, но с рукояткой и ножнами чёрного цвета.

## Почётный кинжал СА
По образцу Почётного кинжала СС в начале 1934 г. был учреждён Почётный кинжал СА, на котором было выгравировано посвящение In herzlicher Kameradschaft Ernst Röhm («В знак сердечной дружбы, Эрнст Рём») почерком начальника штаба СА Э. Рёма. На наградных клинках для высших чинов изображение орла отличалось, так как изготавливалось на заказ из серебра, при этом у орла не было нимба вокруг головы.
Вручение наградных кинжалов данного типа происходило поэтапно, известно, что аналогичными кинжалами СС было произведено 9800 награждений, но нет сведений о количестве врученных кинжалов СА с дарственной надписью Рёма.
После «Ночи длинных ножей» всем имевшим Почётный кинжал членам СА было приказано устранить его имя с кинжала либо вернуть кинжал производителю и заказать взамен него новый. Поэтому в специальной литературе кинжалы СА Рёма подразделяются на три типа: с целой надписью (крайне редкие), с частично удалённой и с полностью удаленной.